# Комунистическа партия на България
Комунистическа партия на България (КПБ) е българска политическа партия
Председател на партията е Александър Паунов, депутат в XL народно събрание. Печатен орган на партията е вестник „Работнически вестник“.

## Участия в избори

### Парламентарни избори
На парламентарните избори през април 2021 г. партията участва в коалиция БСП за България.